# 女神异闻录4角色列表

《女神异闻录4》主要可操作角色（从左至右）：里中千枝、巽完二、花村阳介、小熊（上排）；白钟直斗、天城雪子、鳴上悠、久慈川理世（下排）。

女神异闻录4角色列表展示于日本游戏公司Atlus 发售的角色扮演游戏系列作品《女神异闻录4》（Persona 4，简称“P4”）或相关系列作品的各个角色。

## （自稱）特別捜査隊
主角（Protagonist）　配音員：浪川大輔（日本） / 演员：馬場徹〈P4〉、南圭介〈P4U〉
遊戲：沒有預設名稱 / 動畫版、《P4U》及《P4D》：鳴上悠（Yu Narukami） / 漫畫版：瀨多總司（Souji Seta） / 舞台劇版：每日皆異
- 秘儀：愚者 / 專用人格面具：伊邪那岐→伊邪那岐大神（イザナギノオオカミ）

《女神異聞錄4》的主角，八十神高中二年級生，性格與言行都相當冷靜，甚至被陽介形容為「真是讓人覺得可怕」，不過卻出人意料地受歡迎。隨著故事的發展，同伴對他的領導能力有絕對的信任。擅長料理，所以有時候會自備午餐，在戶外教學後還會代替千枝等不擅長料理的女生進行烹飪。跟陽介一起成功考取摩托車的駕駛執照後，從舅舅手中得到其以前使用的摩托車。
2011年4月11日，因為父母長期出國，而借住位於地方都市稻羽市近郊的小鎮八十稻羽的舅舅家（堂島家），並轉校到八十神高中。為了避免有人被捲入連續殺人事件而跟陽介組成特別捜査隊，事件解決後於2012年春季離開八十稻羽。
在5月的黃金週假期時，回來八十稻羽探望親戚和同伴，但被捲入事件。
當初來到八十稻羽時，無意中得到伊邪那美的力量，因此沒有與自己的「影」戰鬥就能令人格面具醒覺和擁有能夠進出電視機的能力。人格面具的能力為「不羈」，除了能控制多個人格面具 ，在伊格爾的協助下還可以進行人格面具合體。
公式姓名在系列作品中有多個版本。漫畫版中被稱為「瀬多総司」；動畫版與格鬥遊戲《P4U》中則稱為「鳴上悠」；另外在說明書上主角的名稱為「月森孝介」，這是同社Atlus 的另一款作品《救急救命 Caduceus2》主角的名稱。
花村陽介（Yosuke Hanamura）　配音員：森久保祥太郎（日本） / 演员：前山剛久〈P4〉、平野良→宮城紘大〈P4U〉
- 秘儀：魔術師 / 專用人格面具：自來也→須佐之男命→建速須佐之男命

八十神高中二年級生，P4主角的同班同學，是市内的「朱尼斯八十稻羽店」店長的兒子。和P4主角一樣是在都市長大，半年前由於父親調職而一家搬到稻羽市，亦因為這樣他在稻羽市是個相當有知名度的人物。
由於暗戀小西早紀，所以對她被殺死的事已留下深刻的傷痕，同時於電視世界中得知她並非真心喜歡自己的事實後自暴自棄，造成自己的「影」失控，最後接受自己的心意而得到人格面具的能力。
思維上是利用警方的線索堆積起來思考進行推理的類型，組成搜查隊的時候向眾人推薦P4主角為領導人，而自己則作為參謀支持著他，稱呼P4主角為「夥伴」。
里中千枝（Chie Satonaka）　配音員：堀江由衣（日本） / 演员：佃井皆美〈P4〉、小市真琴〈P4U〉
- 秘儀：戰車 / 專用人格面具：巴御前→鈴鹿權現→祓戶大神

八十神高中二年級生，P4主角的同班同學，活潑健談精神滿滿的女孩子，亦是告訴P4主角深夜電視傳聞的人。常穿著綠色的運動衫，身上總戴著微笑臉的胸章。
非常喜愛功夫電影，所以在日常中常常修行，甚至活用在戰鬥中，戰鬥結束時的口頭禪是出自某名功夫巨星。害怕昆蟲、雷聲和幽靈等恐怖的事物，跟雪子一樣不擅長料理。
為了拯救雪子進入電視世界，被自己的「影」揭發自己想要占有雪子依賴自己的陰暗面，造成自己的「影」失控，最後接受自己的心意而得到人格面具的能力。
天城雪子（Yukiko Amagi）　配音員：小清水亞美（日本） / 演员：吉木莉莎→杉本有美〈P4〉、青木志貴〈P4U〉
- 秘儀：女教皇 / 專用人格面具：木花朔耶→天照大神→皇大御神

八十神高中二年級生，P4主角的同班同學，亦是千枝的好友。老舖子高級旅館「天城屋旅館」的獨生女，也是內定旅館的繼承人。特徵是長長的黑髮，以及紅色的髮箍和紅色羊毛衫。
因為平靜的大和撫子性格，在校內受男同學歡迎。可能因為她性格天然，所以在自己思考時完全聽不到別人的說話。有時侯會因為一點奇怪的事情就哈哈大笑而被千枝稱為「爆笑魔王」，不過這只有在能信賴的人面前表現出來。對幽靈等恐怖事物十分感興趣。與千枝一樣不擅長料理，旅館的職員也為她的料理技術感到擔憂。
自己的「影」在電視世界中創造出童話一樣城堡的「雪子公主之城」，深陷於不想繼承家業、想要自由的痛苦，造成自己的「影」失控，最後接受自己的心意而得到人格面具的能力。
巽完二（Kanji Tatsumi）　配音員：關智一（日本） / 演员：近江陽一郎〈P4〉、瀧川英治〈P4U〉
- 秘儀：皇帝 / 專用人格面具：建御雷→第六天魔王→他化自在天

八十神高中一年級生。在初中時代有「一人毀掉整個暴走族」的傳聞而聲名狼藉的不良少年。特徵是寬額頭和米白色短髮，穿著骷髏頭圖案的衛衣及披上學服。
家庭經營染布坊「巽屋」並擅長縫紉，但從小被嘲笑女性化，因此故意讓自己顯得有男子氣概。私底下和藹可親，尊敬長輩，喜歡可愛的東西。很想摸一摸小熊，但總是被拒絕。頭腦不是很好，對自己毫無興趣的事便毫不理會。
自己的「影」在電視世界中創造出桑拿浴埸一樣的「熱氣蒸騰的大澡堂」，被自己的「影」說是同性戀，深陷於困惑自己的性取向的痛苦，造成自己的「影」失控，最後接受自己的心意而得到人格面具的能力。
久慈川理世（Rise Kujikawa）　配音員：釘宮理惠（日本）/ 演員：釘宮理惠（聲音演出）→鈴木友梨耶〈P4〉、麻生夏子〈P4U〉
- 秘儀：戀愛 / 專用人格面具：卑彌呼→觀世音→光世音

高中一年級生，作為高中生流行偶像而出名。具有纖細的身體和雙馬尾的髮型。父母家是在稻羽市的商店街經營豆腐舖「丸久豆腐店」。現在不知什麼理由暫停偶像的工作，返回八十稻羽的豆腐舖中作祖母的幫手，並轉校就讀八十神高中。
也許因為是個流行偶像的關係，性格相當任性，亦指揮著同伴，其實她本性和藹可親、天真爛漫，對P4主角存有好感。害怕幽靈等恐怖的事物，比千枝及雪子更不擅長料理。
自己的「影」在電視世界中創造出脫衣劇場一樣的「特別放送劇場丸久座」，深陷於因藝人身分的關係而扮演虛偽的自己和困惑什麼是「真正的自己」的痛苦，造成自己的「影」失控，最後接受自己的心意而得到人格面具的能力。
小熊（Teddie）　配音員：山口勝平（日本）/ 演員：山口勝平（聲音演出）〈P4〉
- 秘儀：星星 / 專用人格面具：金時童子→神威→神威之國

電視世界的居民，能將進入了電視世界的人送回現實世界。
球型一樣的身體，而頭更能夠取下（內裡中空）。稱呼P4主角為「師傅」，第一人稱稱呼自己「小熊」，在句尾亦會加上「小熊」。
起初主要負責支援，但在得到人格面具後，將支援交給理世而自己則加入戰鬥，也能進入現實世界，而他中空的身體亦產生變化，變成一個金髮碧眼的美少年，讓同伴感到吃驚。這個型態只用在現實世界，在電視世界仍穿著布偶衫。
對自己的過去一無所知，但自從跟P4主角等人相遇後便開始思考自己的過去和自己本身身為何物。
在理世接受自己的「影」時，聽見理世對自己的「影」說:「『真正的自己』可能根本就不存在。」後，深陷於絕望的痛苦，造成自己的「影」失控，最後接受自己的心意而得到人格面具的能力。
後來菜菜子受到電視世界的霧的影響而導致她昏迷住院時，使他深陷於自責中並想起自己本身就是一隻陰影。儘管他只是一隻陰影，但他曾經無意中進入天鵝絨房間，使伊格爾認為他並非一隻普通的陰影，並認為他擁有值得培育的「自我」。
白鐘直斗（Naoto Shirogane）　配音員：朴璐美（日本）/ 演員：川上ジュリア〈P4〉、浅倉結希〈P4U〉
- 秘儀：命運 / 專用人格面具：少彥名→日本武尊 →日本天尊 →天津甕星

《女神異聞錄×偵探直斗》的主角。擁有「偵探王子」稱號的俊美少年，偵探一族白鐘家第五代繼承人，高中一年級生，為了調查連續殺人事件而到八十稻羽來，後來還轉校就讀八十神高中。總是戴著帽子，實質上是一位男裝麗人的少女，且是巨乳（平常都用男裝隱藏起來）。
性格慇懃，但有點無禮，尤其是對自己沒有興趣的人非常冷淡決絕，害怕幽靈等恐怖的事物。由於總是被當成小孩，無法被大眾認同自己，因此女扮男裝希望大家能認同自己。
她不但推論出與P4主角等人一樣的推理，並認為他們在事件背面有一定的關係，於是以自己作為誘餌辦案。自己的「影」在電視世界中創造出秘密基地一樣的「秘密結社的改造實驗室」，深陷於自己總是被當成小孩，無法被大眾認同自己的痛苦，造成自己的「影」失控，最後接受自己的心意而得到人格面具的能力。
在連續殺人事件結束的一年後留了長髮。

## 堂島家
堂島遼太郎（Ryotaro Dojima）　配音員：石塚運昇（日本） / 演員：谷口賢志〈P4〉
P4主角的母系舅父，在姐姐兩夫婦往海外出差時，P4主角一年為期限以兒甥住在自己的家中。
職業是刑警，於稻羽署裡工作，常與足立行動，被足立說是擁有「刑警的直覺」。正追查連續殺人事件。雖然不清楚細節，但是知道兒甥有牽扯進案件之中，多次用隱晦的方式希望兒甥可以不要陷的太深。
妻子因車禍而逝世，但肇事者難以追查，剩下女兒菜菜子二人生活。
性格笨拙，因為不能與女兒好好溝通而非常苦惱。
得知P4主角成功考取摩托車的駕駛執照後，便把自己以前使用的摩托車交給主角。
堂島菜菜子（Nanako Dojima）　配音員：神田朱未（日本）
遼太郎的女兒，亦是P4主角的表妹。
小學1年級生，年幼時母親於交通意外中去世。因為照顧笨拙的父親，比年齡來看更加堅強，負責一切的家務。
是個溫柔善良的孩子，即使千枝、雪子和理世做的料理有多糟糕都會說好吃。
喜歡看《魔法偵探少女》動畫，同時也喜歡唱「朱尼斯大型連鎖店」廣告宣傳的主題歌。
故事後期成為連續殺人事件的受害者之一，被生田目太郎送進電視世界，最後被P4主角等人救出。救出後受到電視世界的霧的影響而導致她昏迷住院，但最後復活。
在情人節中，受千枝、雪子和理世的影響製作了奇怪的「巧克力」給P4主角。

## 連續殺人事件相關人士
山野真由美（Mayumi Yamano）　配音員：伊藤加奈惠（日本·遊戲版）、甲斐田裕子（日本·動畫版）
連續殺人事件的第一位受害者，其屍體於2011年4月12日被人發現倒掛在住宅的天線上，發現屍體的是小西早紀。
職業是播音員，生田目太郎的外遇對象，因為這件事而不倫事件被媒體大幅報導。
似乎對於生田目的妻子柊美玲有敵意。
小西早紀（Saki Konishi）　配音員：沒有標示（日本·遊戲版）、なかせひな（日本·動畫版）
第一位受害者山野真由美的第一發現者，連續殺人事件的第二位受害者，其屍體於2011年4月15日被人發現倒掛在電線杆上。
稻羽市老字號「小西酒店」的女兒、小西尚紀的姐姐。家中生意因為朱尼斯而一落千丈。
身為女兒的她卻在朱尼斯打工，遭受父母及鄰居的冷眼及指責。
表面上與花村關係良好，事實上卻覺得他很煩，只是因為他是店長的兒子所以才親近他的。她也因此厭惡鎮上的一切，認為全部都消失算了。
諸岡金四郎（Kinshiro Morooka）　配音員：龍谷修武（日本）
2年2班主角的班導師，倫理老師。經常對別人有成見，對學生說一堆莫名其妙的訓話，因此在學生間相當不受歡迎，學生大多稱呼他為「諸金」。
連續殺人事件的第三位受害者，其屍體於2011年7月10日被人發現倒掛在建築物的屋頂上。之後其所負責的班導由柏木典子接任。
實際上他並非連續殺人事件受害者，而是被「模仿犯」久保美津雄所殺。但是卻被警方認定是連續殺人事件第三位受害者。
在連續殺人事件中，只有他查得出死因（被鈍器毆打致死），也因此讓直斗相當不解。
久保美津雄（Mitsuo Kubo）　配音員：沒有標示（日本·遊戲版）、高橋剛（日本·動畫版）
殺害諸岡金四郎的真正兇手，高中生。因為連續殺人事件的發生而產生的模仿犯。
殺人的原因純粹只是想引起社會大眾的注目，並且謊報表示前面兩位被害者也是他殺的，導致主角等人被誤導。
在殺了諸岡後在網路上發言說人是他殺的，被網路上的人忽視，因此跑去警察局自首。結果被嫌麻煩丟到足立那邊去，然而足立卻認為如果有了兇手被抓到後「殺人遊戲就會結束，这样就不好玩了」，而把他丟進電視機裡，最後被主角等人救出後被移送法辦。
生田目太郎（Taro Namatame）　配音員：服卷浩司（日本）/ 演員：六本木康弘〈P4〉
過去是某位議員的秘書，在與山野真由美的不倫新聞爆發後被革職回到老家稻羽市，並因此與演歌歌手的妻子柊美玲離婚，目前在家族快遞公司兼職。
偶然間發現深夜電視裡出現了山野真由美的影像，隔天便發現到她的屍體，讓他相當錯愕。他同時也發現自己有能夠進出電視機的能力。
而後發現電視機上出現了小西早紀的影像，因此親自去警告她，但被忽視，結果在看到進一步的影像（也就是小西早紀被公寓的烈火給包圍）時為時已晚。
後來電視機內又再度出現新的人影——天城雪子，因此打電話給警察局想要拯救她，剛好是足立接聽，但卻被對方慫恿「既然想拯救他們，就把他們放到誰也找不到的地方就好了」。由於生田目並不曉得把人丟進電視機裡面會送命，而且自己行動後剛巧再沒有發現死者，因此就持續做著自己深信的所謂「救贖」工作。
在「救贖」菜菜子時，因為遼太郎的追捕情急，逃入電視機內，來到四周有白雲的圓形廣場上，被無數的陰影侵入體內變成國之狹霧，最後被主角等人救出後被逮捕。
在醫院中雖然因為菜菜子陷入彌留狀態，以及遭到堂島遼太郎的言語攻擊而變得精神失常，然而他自己的「影」依然映照在深夜電視上。
在原版遊戲中，玩家必須在此做出是否將他丟進電視世界為菜菜子報仇的決定，如果拒絕私刑並決定持續探求真相，玩家才會得知生田目並非真兇的真相並原諒他。
如果玩家在黃金版成功解鎖隱藏結局，最後可以在後日談中看到他重新振作起來競選稻羽市公職的模樣。
足立透（Tohru Adachi）　配音員：真殿光昭（日本） / 演員：伊藤マサミ〈P4〉、真殿光昭〈P4U〉
- 秘儀：小丑 / 專用人格面具：禍津伊邪那岐

刑警，堂島遼太郎的屬下。言行輕浮，經常偷懶不做事，因此經常被堂島大聲指責。以前在都市當刑警，但因為工作上出了差錯而被調職到鄉下。
實際上就是連續殺人事件的元兇，親手將山野真由美和小西早紀推入電視機內。之後慫恿對電視世界毫不知情的生田目太郎將天城雪子等人推入電視機內。
在東窗事發後逃入電視機內，被追踪而來的P4主角等人所擊敗，旋即被無數陰影侵入體內變成天之狹霧，最後被P4主角等人救出並被捕。
雖然平時外表言行看不出來，但其實本性相當地厭世。他也在逃入電視世界後發現，這才是他所喜愛的世界。
事件過後在P4主角將要離開八十稻羽前，於服刑的監獄中寄出了一封信給P4主角，信中提到他對於自己為何擁有進入電視世界的能力感到不解。

## 八十神高中学校

### 教師職員
校長　配音員：沒有標示（日本·遊戲版）、斧篤（日本·動畫版）
八十神高中校長，年齡相當年長。
諸岡金四郎（Kinshiro Morooka）　配音員：龍谷修武（日本）
主條目：諸岡金四郎
柏木典子　配音員：大原沙耶香（日本·遊戲版）、生天目仁美（日本·動畫版）
生物老師。在諸岡金四郎遭殺害後，被指派為P4主角班級的導師。相當自戀，認為久慈川理世只是個小屁孩，與大谷花子意外合得來。
學生間相傳她有四十來歲。喜歡穿著大膽的服裝和動作來吸引目光、還有在校外教學時會選擇房間氣氛奇怪的旅館的習慣。
曾於《劇場版 Persona 3 #2 Midsummer's Knight Dream》短暫出場。
祖父江貴美子
世界歷史老師。頭上穿戴埃及法老王的頭飾。
有一個同為教歷史的哥哥，在月光館學園教書，頭上戴的是武士頭盔。
近藤
體育、英語老師，除了教師外，本身也是籃球、足球等體育性社團的指導老師。
細井
國語老師。上課時手上都會穿戴著腹語術娃娃。
山田
地理老師。
中山
數學老師。

### 學生
一條康　配音員：福原耕平（日本·遊戲版）、小野大輔（日本·動畫版）/ 演員：太田基裕〈P4〉
2年級生，籃球部成員。與長瀨和陽介都是朋友。喜歡聯誼。
動畫版中，對里中千枝存有好感。因為父母要求他退出籃球部，自己不想放棄籃球而感到煩惱。
長瀨大輔　配音員：杉田智和（日本·動畫版）/ 演員：早乙女じょうじ〈P4〉
2年級生，足球部成員。與一條和陽介都是朋友。
喜歡足球運動的熱血男學生，但因為經常缺乏判斷力而被一條陶侃頭腦簡單。
海老原愛　配音員：伊藤加奈惠（日本）
2年級生，體育社團經理。
因為家庭比較富裕，所以經常翹課逛街購物而導致到課時數不足，因此被學校指派到體育社團當經理。
外表出眾也相當愛美，因此吸引很多男學生的目光，也常有人跟她告白。
動畫版中，對一條康存有好感，得知一條對里中千枝存有好感後，有自殺的想法。被P4主角阻止自殺後，便強制要求P4主角成為她的男友。之後，看完一條的籃球比賽，明白一條不想放棄籃球的想法後，便向P4主角提出分手。
大谷花子　配音員：阿川りょう（日本）
P4主角的同學。體型壯碩。有著和外表一樣的好食量和鐵胃。動畫版中，P4主角與陽介在戶外教學時吃了一口就昏倒的千枝與雪子所作的物體X（咖哩）能面不改色的吃完。
非常自戀，認為自己比周遭的女生漂亮，與生物老師柏木典子意外合得來。
小西尚紀　配音員：代永翼（日本）
1年級生，在學校中擔任保健委員。小西早紀的弟弟，與完二是童年玩伴。
在姊姊早紀因為連續殺人事件死後，常被同校的學生、師長，以及鄰居關懷，讓他覺得相當不自然。
小澤結實　配音員：伊藤加奈惠（日本）
2年級生，戲劇部成員。
松永綾音　配音員：遠藤智佳（日本）
1年級生，管樂部成員。
中村愛佳　配音員：悠木碧（日本）
動畫版中登場的角色。P4主角的同班同學，是市內的中華料理店「愛家」店長的獨生女，經常為「愛家」負責送外賣的工作。不管在哪裡都能送到，就算正在移動中也沒問題。

## 非人之人
伊格爾（Igor）　配音員：田之中勇（日本）
長鼻白髪的老人，夢與現實的世界--天鵝絨房間的主人，擁有將Persona合體的能力。
在《女神異聞錄4》中，故事初P4主角於夢中與伊格爾、瑪格麗特在天鵝絨的房間相遇，並用塔羅牌預知出P4主角將會被捲入一場災難（實際上就是「稻羽連續殺人事件」）。
瑪格麗特（Margaret）　配音員：大原沙耶香（日本）/ 演員：中島亜梨沙〈P4〉
- 秘儀：女皇 / 人格面具：路西法、義經、洛基、庫夫林

在《女神異聞錄4》中登場，與伊格爾同樣是天鵝絨房間的居民。
P4主角夢見自己未來的時候說著「想你幫手解讀你的未來」的女性。
在《P4G》中，協助P4主角等人尋找失蹤的瑪麗，並半強迫地帶他們前往瑪麗的所在地。
瑪麗（Marie）　配音員：花澤香菜（日本）
《P4G》中登場的角色，在天鵝絨房間中擔任見習生的少女，但本身並非天鵝絨房間的居民。對自己的過去毫無印象，其名字也只是由瑪格麗特所取。
十足的傲嬌角色。常常會有寫詩的習慣但都會莫名其妙被P4主角看到（其實是被瑪格麗特偷拿出來）。由於對外面的世界充滿興趣，故經常希望P4主角可以帶她外出，並對他存有好感。
實際上是「久須美大神」，跟天之狹霧和國之狹霧一樣是由伊邪那美身上分離出去的部分，負責當伊邪那美的眼線。某種程度上也是起霧事件的元兇之一，知道真相後瑪麗選擇要自殺。
過去的身份是稻羽市的神明「伊奘冉尊」，是人們心中共有的潛意識「願望」，負責守護人世、與人共同前進，讓「人世間的願望」實現。但後來人們不願再面對真相，使其內心出現分岐，一方主張守護人們，另一方主張實現人們的願望，無法保持單一。隨著人們的願望不斷膨脹，造成「伊邪那美」的誕生並被其取代，失去了力量和記憶的瑪麗，最後變成了「久須美大神」。
如果瑪麗的社群到達Max，則P4主角可選擇要不要拯救瑪麗。如果選擇拯救瑪麗，就能邁向真正的結局。
在真正的結局，伊邪那美被打敗後，伊邪那美的力量碎片跟天之狹霧和國之狹霧一起全都被瑪麗吸收，使瑪麗能重新成為「伊奘冉尊」；動畫版為瑪麗和伊邪那美雙方都願意合而為一，重新成為「伊奘冉尊」。
2012年暑假時P4主角會看到瑪麗改名為「久須美鞠子（Kusumi Mariko）」擔任播報員的場景。由於身為神，所以可以自由的操作明天的天氣，小鎮的天氣也變成瑪麗說了算的狀況，但卻相當受到居民的熱愛。
國之狹霧（Kunino-Sagiri）
是生田目太郎被無數的陰影侵入體內後而具現化的存在，為伊邪那美的力量碎片之一。
P4G中，被P4主角等人打敗後，被瑪麗吸收。
天之狹霧（Ameno-sagiri）　配音員：真殿光昭（日本·遊戲版）、中尾隆聖（日本·動畫版）
是被P4主角等人打敗的足立透，被無數的陰影侵入體內後而具現化的存在，為伊邪那美的力量碎片之一。外形有如巨大的球體，並有著如相機鏡頭般的巨大眼珠。
天之狹霧曾經表示它的願望就是人的願望。不但呼應人們內心的願望而在稻羽市內形成迷霧，和創造出深夜電視，還給予覺醒了人格面具能力的人進入電視世界的能力。
一般結局中的最終頭目，一切的元兇但不是幕後黑手。
P4G中，被P4主角等人打敗後，被瑪麗吸收。
伊邪那美（Izanami）　配音員：米本千珠（日本）、水島大宙（日本·動畫版：加油站員工） / 演員：間宮祥太朗〈P4〉
完成特定條件時，P4主角在離開稻羽市前會遇見的謎之存在。偽裝了自己的真面目而隱藏在人群中，初次登場時是以加油站員工的身分登場。
引發所有事件的幕後黑手。給予了包括P4主角在內的三個外來者進入電視世界的能力、創造了深夜電視，並以稻羽市作為舞台在各處布下各種機關後就在一旁看著好戲上演。
P4G結局，被P4主角打敗後，其力量的碎片跟天之狹霧和國之狹霧一起全都被瑪麗吸收；動畫版為瑪麗和伊邪那美雙方都願意合而為一，重新成為「伊奘冉尊」。
狐狸（Fox）
住在商店街中辰姬神社的狐狸。非常聰明亦能理解人的說話而作出不同反應。
負責利用藥草恢復主角們的體力，不過費用非常之高，對錢亦看得非常重。
儘管沒有人格面具 ，但能跟著P4主角進入電視世界。主要出現在入口廣場和迷宮途中，只要撫摸他的頭，可能會給主角們回復的道具。

## 其他人物
黑田久乃　配音員：谷育子（日本）
P4主角在河原遇見的老婦。
南繪里　配音員：伊藤美紀（日本）
P4主角在學童保育的兼職中認識的母親。
上原小夜子　配音員：桑谷夏子（日本）
P4主角在稻羽市立醫院工作的護士。
中島秀　配音員：市來光弘（日本）
P4主角在家庭教師的兼職中認識的學生。